# Sepíade
Sepíade es el nombre de una antigua ciudad griega de Tesalia.
Se encontraba cerca del cabo y promontorio del mismo nombre, frente a la isla de Escíatos, en el cual se estrellaron varias naves persas en la segunda guerra médica (480 a. C.), durante una tormenta sucedida casi simultáneamente a la batalla de las Termópilas. Otros barcos persas quedaron destruidos cerca de la ciudad de Melibea.
En época de Estrabón, formaba parte de los territorios que dependían de Demetríade.